# Bentheim-Steinfurt

Stemma di Bentheim-Steinfurt

Bentheim-Steinfurt fu una Contea della Germania, collocata a nord-ovest della Renania Settentrionale-Vestfalia nella regione attorno a Steinfurt. Bentheim-Steinfurt si originò dalla partizione del Bentheim-Bentheim. A sua volta venne divisa in se stessa e nel Bentheim-Tecklenburg-Rheda nel 1606 e in se stessa e nel Bentheim-Bentheim nel 1643. 

## Storia

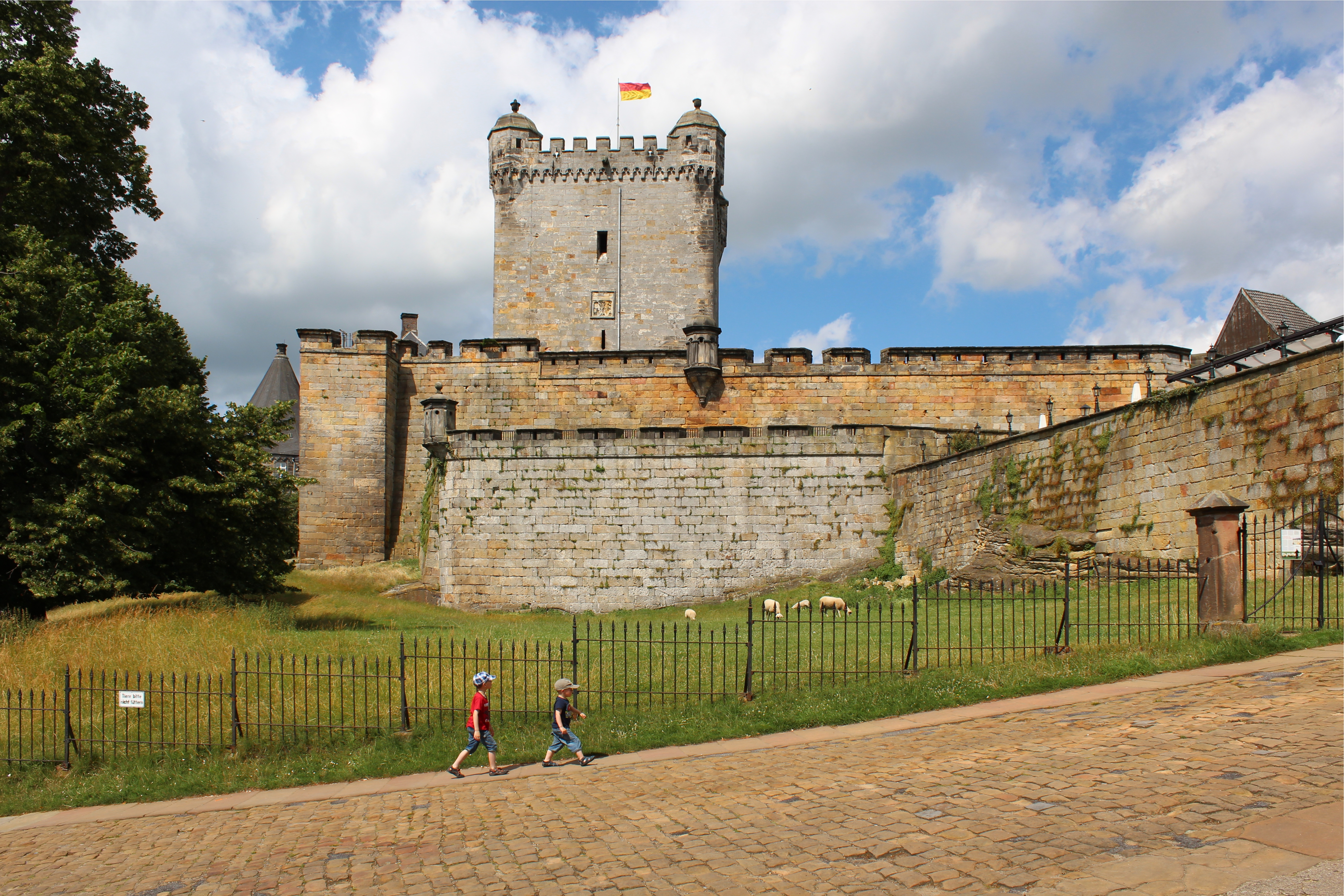
Burg Bentheim

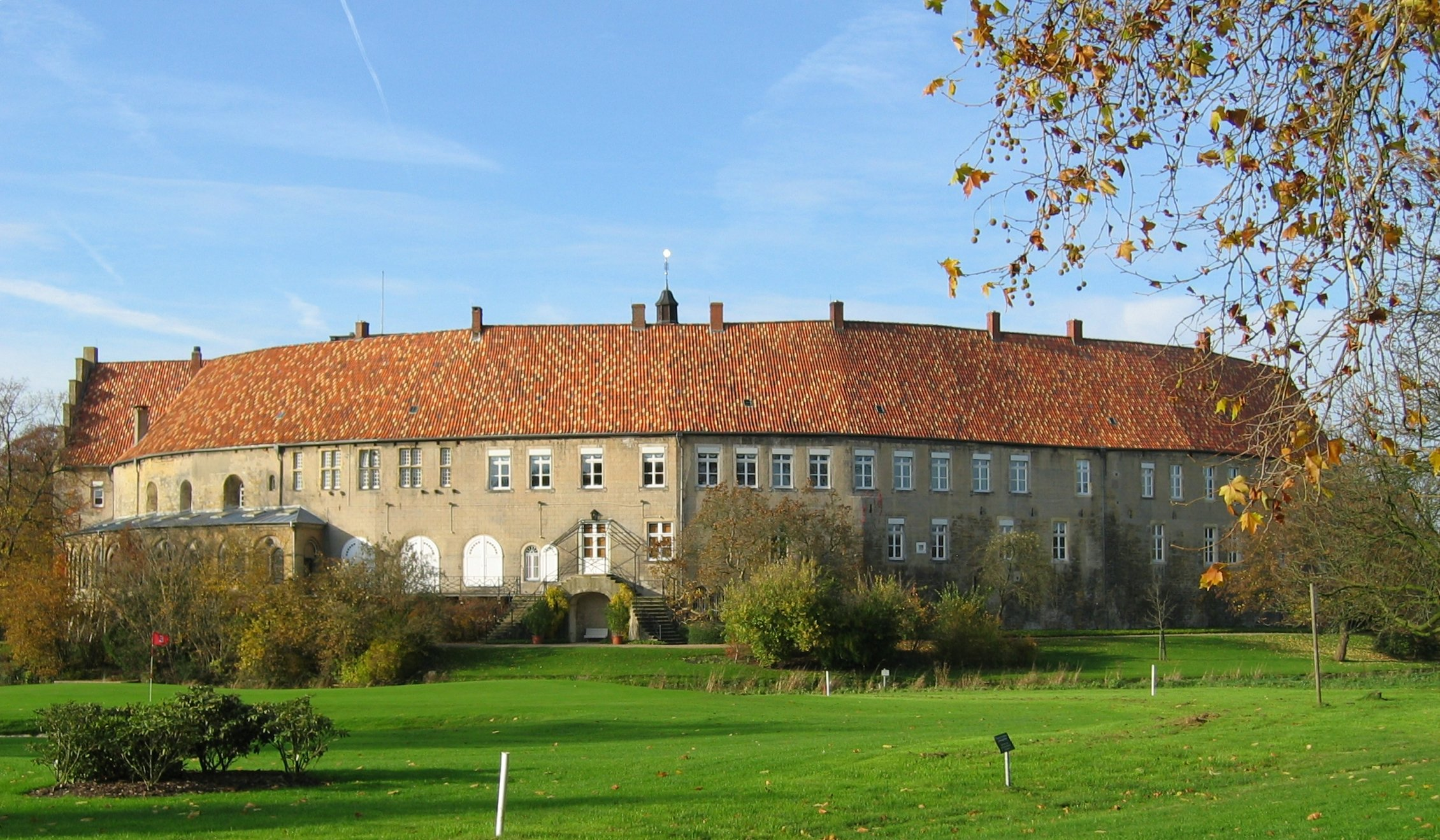
Castello di Steinfurt

Bentheim-Steinfurt e i suoi territori si convertirono al luteranesimo nel 1544 per opera del Conte Arnoldo II. Egli venne succeduto dal meno religioso figli Ebervino III, e dopo la sua prematura morte all'età di 26 anni, venne succeduto dal figlio ancora infante Arnoldo III sotto la reggenza della madre Anna di Tecklenburg. Arnoldo III sposò poi Maddalena di Neuenahr nel 1576, e tentò di convertire la contea al protestantesimo. Nell'autunno del 1587, tutti i luterani si impiegarono in una grande riforma religiosa delle contee di  Bentheim, Steinfurt, Lingen e Tecklenburg. Le nuove leggi vennero largamente modellate secondo questi costumi che vennero introdotti dapprima a Bentheim ed a Tecklenburg, negli anni successivi, ed infine a Steinfurt nel 1591. Arnoldo inoltre fondò una scuola a Schüttorf nel corso del 1588, che venne spostata a Steinfurt nel 1591, dove si insegnava latino, legge, teologia, filosofia e (dal 1607) medicina. Arnoldo morì nel 1606, e venne succeduto dal figlio Arnoldo Giobbe, seguito poi da Guglielmo Enrico, Federico Liudolfo e Corrado Gumberto. Arnoldo Giobbe creò l'Alto Consiglio della Chiesa nel 1613 per il territorio di Bentheim come suprema autorità spirituale tra i conti, soprattutto negli anni della controriforma.
Nel 1643, Arnoldo Giobbe morì e venne succeduto dal figlio Ernesto Guglielmo, il quale era stato molto influenzato da Christoph Bernhard von Galen, Principe-Vescovo di Münster, e nel 1688 si convertì al cattolicesimo, conversione alla quale seguì una grande protesta dei protestanti che vennero espulsi dalla contea. Ernesto Guglielmo morì nel 1693, e il trono passò a suo figlio il quale per risolvere la situazione si riconvertì al luteranesimo nel 1701. 
Il Conte Luigi ottenne la Contea di Bentheim-Bentheim nel 1803. Bentheim-Steinfurt passò alla Prussia al crollo del Sacro Romano Impero nel 1806, ceduta poi a Berg nel 1809, ritornata alla Prussia nel 1813 e ceduta all'Hannover nel 1815.

## Conti di Bentheim-Steinfurt (1454 - 1806)
- Arnoldo I (1454 - 1466)
- Ebervino II (1466 - 1498)
- Arnoldo II (1498 - 1544)
- Ebervino III (1544 - 1562)
- Arnoldo III (1562 - 1606)
- Anna di Tecklenburg (1562 - 1577) (reggente)
- Arnoldo Giobbe (1606 - 1643) con
  - Guglielmo Enrico (1606 - 1632) con
  - Federico Liudolfo (1606 - 1629) con
  - Corrado Gumberto (1606 - 1618)
- Ernesto Guglielmo (1643 - 1693)
- Ernesto (1693 - 1713)
- Carlo Federico (1713 - 1733)
- Carlo Paolo Ernesto (1733–1780)
- Luigi (1780–1817) elevato al grado di Principe nel 1817

## (Mediatizzati) Principi di Bentheim e Steinfurt (1817–1919)
- Luigi, I Principe di Bentheim e Steinfurt (1817)
- Alessio, II Principe di Bentheim e Steinfurt (1817 - 1866)
- Luigi Guglielmo, III Principe di Bentheim e Steinfurt (1866–1890)
- Alessio, IV Principe di Bentheim e Steinfurt (1890–1919)

| Controllo di autorità | VIAF (EN) 50022706 · CERL cnp00540107 · GND (DE) 118845314 |